# Schmadribachfall

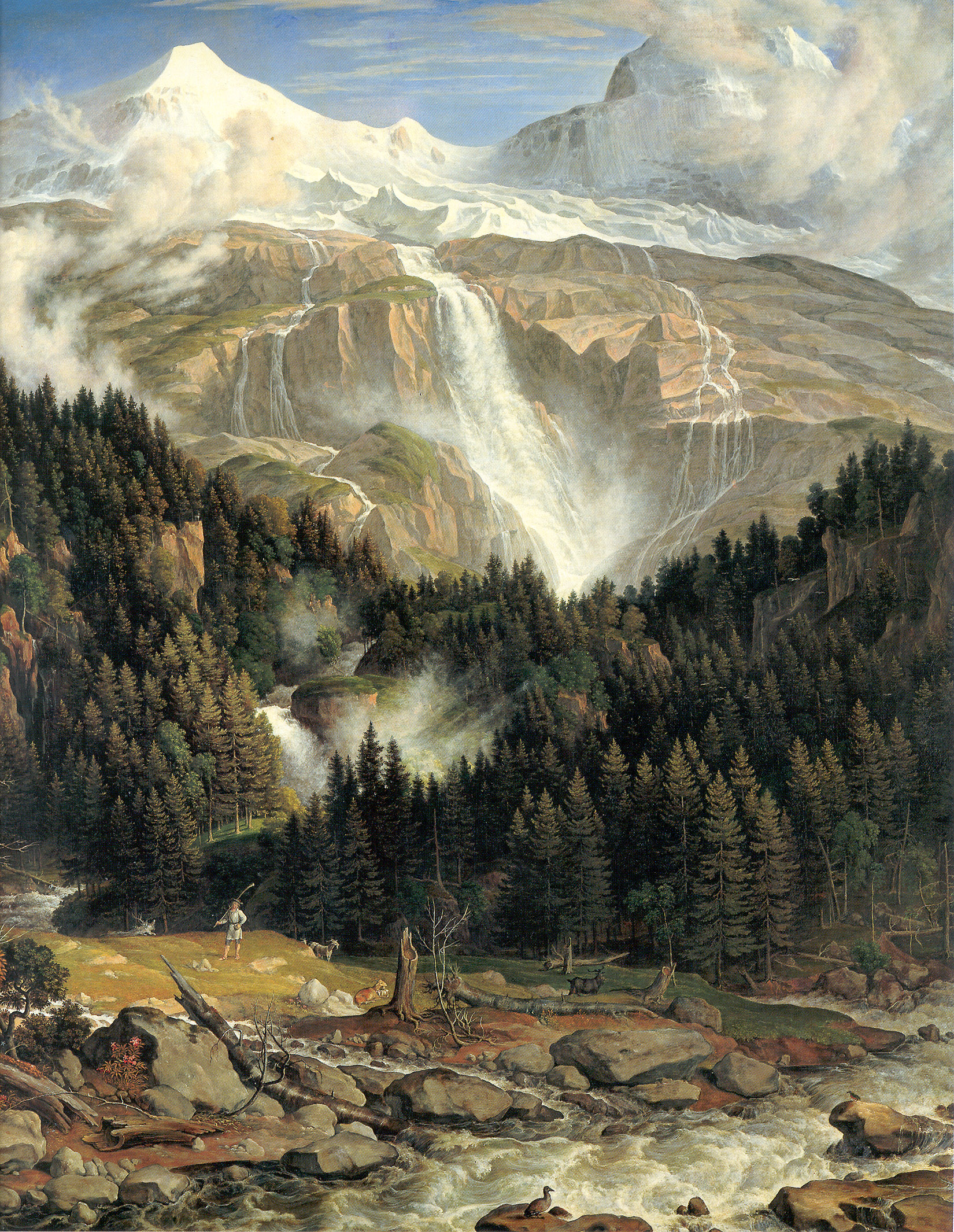
Gemälde von Joseph Anton Koch (1821/1822). Bild in der Neuen Pinakothek München

Der Schmadribachfall ist ein Wasserfall des Schmadribachs im Berner Oberland, Schweiz. Der Schmadribach entspringt dem Breithorngletscher und dem Schmadrigletscher am Fusse von Grosshorn und Breithorn und stürzt über Kalkbänke hinunter ins hinterste Lauterbrunnental. Die Gesamthöhe beträgt rund 270 Meter über mehrere Stufen. 
Der Schmadribachfall wurde bekannt durch ein Gemälde von Joseph Anton Koch, um 1794. Dieses zeigt das Thema des Paris-Urteils parodiert als Bauernschwank (Karsten Müller) vor dem heroischen Hintergrund des Falles. Eine weitere Fassung von 1822 – ohne das Paris-Urteil – hängt in der Neuen Pinakothek in München.
Später wurde der Fall auch von Samuel Birmann gemalt (1827) und von diesem ausserdem für eine idealisierte Studie verwandt (Wasserfall zwischen zwei Gletscherterrassen, 1829). Von Birmann wurde der Fall sehr realistisch gemalt und in der späteren Studie romantisch-unheimlich verklärt.